# Tonhjul
Ett tonhjul är en enkel elektromekanisk apparat som skapar elektriska svängningar, en oscillator. Det användes för att omvandla morsesignaler till ljud och som ljudgenerator i den klassiska hammondorgeln.

Principen för ett tonhjul.

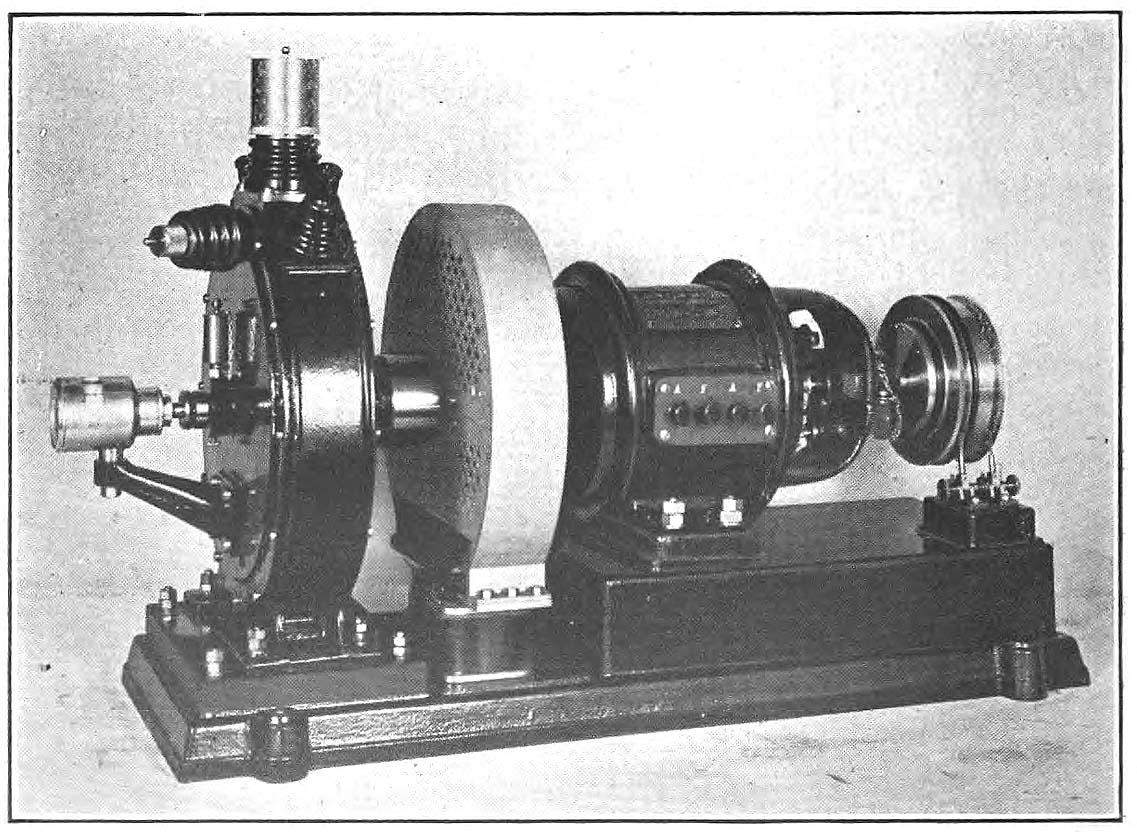
Rudolph Goldschmidts tonhjul från 1910.

Tonhjulet kan härledas till en uppfinning av Rudolph Goldschmidt omkring 1910 men hade en föregångare i de tonhjul som användes i Thaddeus Cahills  teleharmonium 1897.
Tonhjulet består av ett eller flera roterande kugghjul av smidesjärn med avrundade kuggar som drivs av en synkronmotor via en växellåda. När kuggarna passerar en magnet och en pickupspole, en konstruktion som påminner om en gitarrpickup, så ändras magnetfältet och det inducerar en svag elektrisk ström. Magnetfältet  ökar när kuggen närmar sig pickupen och minskar när den avlägsnar sig och inducerar då en ström i motsatt riktning. Svängningsfrekvensen beror på antalet kuggar och varvtalet på kugghjulet.

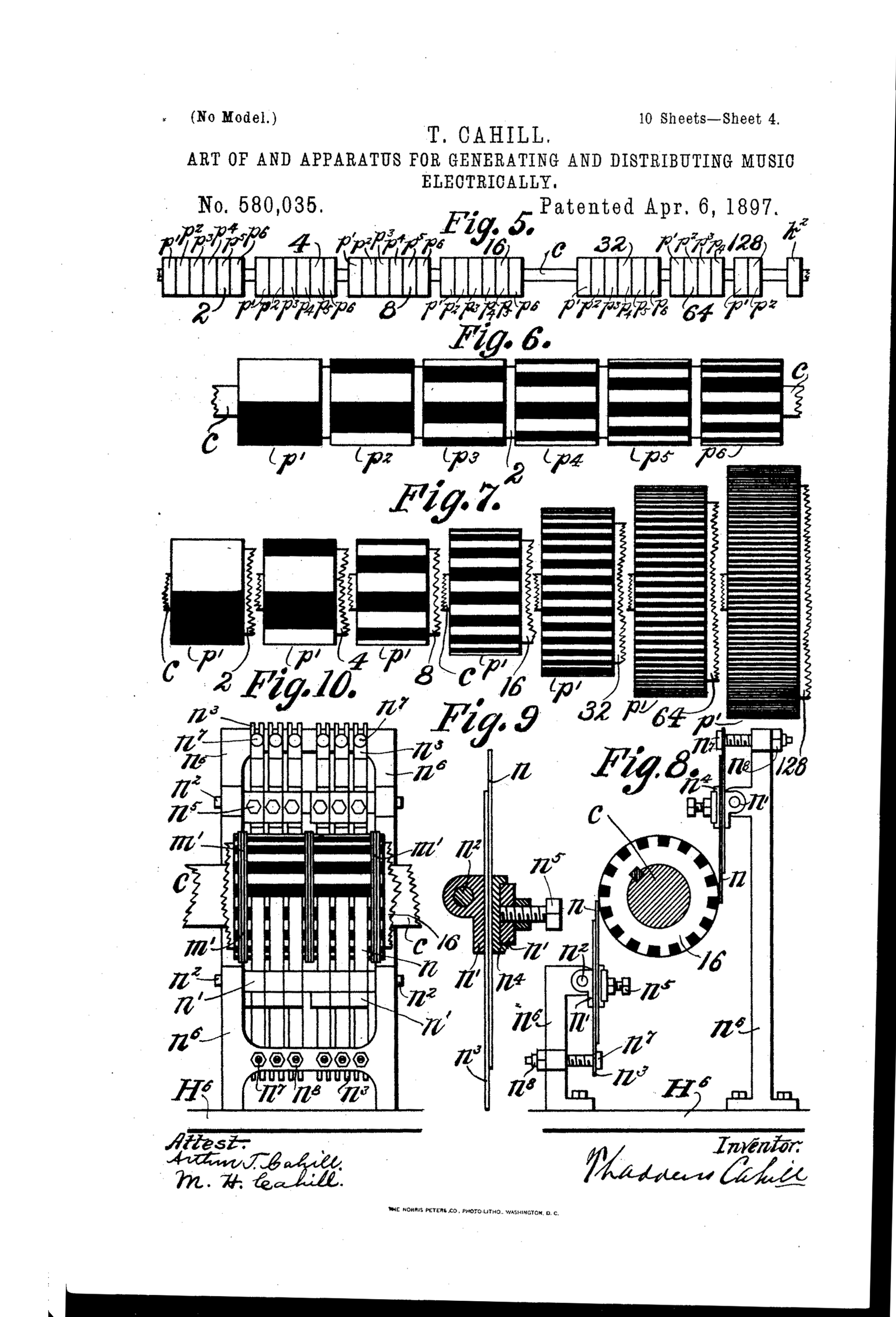
Tonhjul med elektriska "borstar" i ett teleharmonium.

Spolen är vanligtvis kopplad till en förstärkare via olika kontakter och motstånd så att svängningarna (tonen) kan mixas med svängningar från andra spolar. En grundton kan blandas med övertoner för att ge en fylligare ton. Variationerna i magnetfeltet påverkar också intilliggande spolar och det ger den typiska klangen i en hammondorgel.